# (1731) Smuts
(1731) Smuts est un astéroïde de la ceinture principale, découvert le 9 août 1948 par l'astronome sud-africain Ernest Leonard Johnson à Johannesbourg.